# No. 1 (schip, 2003)
De No. 1 is een 12-meter zeiljacht uit Kressbronn am Bodensee waarbij de stroom voor de elektromotor wordt opgewekt door een brandstofcel op waterstof. Het was het eerste zeiljacht ter wereld met een brandstofcel.
De eerste reis van de No. 1 was in augustus 2003 in Japan en het schip voer ter demonstratie in oktober 2003 op het Bodenmeer. Het schip is volledig gecertificeerd volgens de Germanischer Lloyd guidelines for fuel cells on ships and boats.

## Specificaties
Een boot 12,26m lang met een breedte van 3,76 m, 6 kg waterstof in 3 waterstoftanks bij 300 bar, vier 1,2 kWa PEM brandstofcellen, 9 gel accu's, een actieradius van 225 km bij een snelheid van 8 knopen op de schroef.